# Так просто (альбом)
«Так просто» — четвертий студійний альбом української співачки Ірини Білик.

## Про альбом
Альбом «Так просто» вийшов в 1996 році. Одночасно з цим Ірина Білик отримала звання Заслуженої артистки України. Того ж року однойменна композиція була названа «Піснею року» на фестивалі «Таврійські ігри».
Концертний тур на підтримку альбому пройшов у 1997 році. Всеукраїнське турне складалось з 38 концертів, включаючи два виступи в палаці «Україна». Масштабний тур було номіновано на отримання нагороди «Золота жар-птиця» в категорії «Подія року». Зрештою Білик визнали співачкою року, а платівку «Так просто» — альбомом року. Саме після цього артистку стали вважати «українською Мадонною».

## Список композицій
| Видання 1996 року          | Видання 1996 року            | Видання 1996 року |
| #                          | Назва                        | Тривалість        |
| -------------------------- | ---------------------------- | ----------------- |
| 1.                         | «Дай руку мені»              | 4:40              |
| 2.                         | «Франсуа»                    | 4:48              |
| 3.                         | «Так просто»                 | 3:16              |
| 4.                         | «Дощем»                      | 3:33              |
| 5.                         | «Баю»                        | 5:09              |
| 6.                         | «Тіа-ту» (Я пишу тобі листа) | 3:50              |
| 7.                         | «Просто літо»                | 3:06              |
| 8.                         | «Я іду на війну»             | 5:05              |
| 9.                         | «Тобі»                       | 4:27              |
| 10.                        | «Так просто» (Dance)         | 3:15              |
| 11.                        | «Забула»                     | 3:26              |
| Загальна тривалість: 44:35 |                              |                   |

| Перевидання 2008 року      | Перевидання 2008 року | Перевидання 2008 року |
| #                          | Назва                 | Тривалість            |
| -------------------------- | --------------------- | --------------------- |
| 12.                        | «Хочу» (наживо)       | 7:20                  |
| Загальна тривалість: 51:55 |                       |                       |

## Над альбомом працювали
- Аранжування, програмування — Жан Болотов
- Бек-вокал — Ліна Скачко (7), Олег Лапоногов (7), Юрій Нікітін (1)
- Со-продюсери — Жан Болотов, Ірина Білик
- Ударні — Едуард Коссе (3, 6)
- Інженер — Олег Барабаш
- Гітара — Геннадій Дьяконов (2, 3, 5-7, 11), Георгій Учайкін (4)
- Клавішні — Жан Болотов (1-8, 11), Сергій Гримальський (9)